# Јејтсвил (Џорџија)
Јејтсвил (енгл. Yatesville) град је у америчкој савезној држави Џорџија. По попису становништва из 2010. у њему је живело 357 становника.

## Демографија
Према попису становништва из 2010. у граду је живело 357 становника, што је 51 (12,5%) становника мање него 2000. године.
| Група             | 2000.       | 2010.       |
| Белци             | 307 (75,2%) | 280 (78,4%) |
| Афроамериканци    | 97 (23,8%)  | 67 (18,8%)  |
| Азијати           | 0 (0,0%)    | 1 (0,3%)    |
| Хиспаноамериканци | 3 (0,7%)    | 1 (0,3%)    |
| Укупно            | 408         | 357         |